# Франциско Баїу і Субіас
Франциско Баїу і Субіас (ісп. Francisco Bayeu y Subías; 9 березня 1734, Сарагоса — 4 серпня 1795, Мадрид) — іспанський художник стилю неокласицизм, основними сюжетами якого були релігійні та історичні теми. Найбільш відомий через мальовничі фрески. Його брати Рамон та Мануель також були відомими художниками.

## Біографія
Батько займався виготовленням робочого приладдя для хірургів, а також перукарів. У дитинстві здобув широку освіту, можливо, у єзуїтів. Перші заняття мистецтвом проходили у місцевого майстра Хосе Лузана (який навчався у Франческо Солімени в Неаполі), Антоніо Гонсалеса Веласкеса, у якого він працював асистентом, та Хуана Андреса Мерклейна. У 1758 році, коли Фраиско отримав стипендію для навчання в Мадриді, в Королівській академії витончених мистецтв Сан-Фернандо, його брати і сестри пішли за ним, залишившись сиротами. Гонсалес, який на той час жив у Мадриді, допомагав утримувати сім'ю. Перебуваючи там, він створив кілька творів на релігійну тематику.
У 1759 році його виключили зі школи після конфліктів з викладачами, і він повернувся до Сарагосу разом із Рамоном, який став його першим учнем. Незабаром після повернення він одружився з Себастьяном Мерклейн, донькою свого колишнього вчителя. Цей шлюб був задуманий як введення в суспільство, і незабаром відбулися комісії.
У 1763 він був відкликаний в Мадрид Антоном Рафаелем Менгсом, щоб допомогти прикрасити королівський палац. Того ж року король Карл III дав йому посаду на Королівській гобеленовій фабриці. Там, разом із Рамоном, він створював ескізи та «cartones» (карикатури). Він також повторно вступив до Академії. У 1766 він отримав стипендію для навчання в Італії. Крім роботи над гобеленами, він виконав безліч декоративних розписів у різних палацах та церквах. У пізніші роки одним з його колег був Франсіско Гойя, який одружився з його сестрою, Хосефе Байеу.
В 1765 він отримав звання професора і лейтенант-директора Академії, а в 1767 був призначений придворним художником. Після кількох прохань він став директором живопису в Академії у 1788 році. Смерть його брата Рамона, з яким він був дуже близький, призвела до ще більшого погіршення його і так слабкого здоров'я. Остаточно він був призначений директором Академії в 1795 році, незадовго до своєї смерті від «болісної хвороби», яку сучасники описували як «нестерпну хворобу»; можливо, це було отруєння свинцем, яке вразило Рамона.